# Radiococcaceae
Radiococcaceae, porodica crvenih algi u redu Sphaeropleales. Postoji osamdesetak vrsta (84) u 29 rodova. Ime je došlo po rodu Radiococcus.

## Rodovi i broj vrsta
1. Catenococcus F.Hindák 1
2. Chlororustica Shin Watanbe, N.Mezaki & Tatsuya Suzuki 1
3. Coenobotrys I.Kostikov, T.Darienko, A.Lukesová, & L.Hoffmann 1
4. Coenochloris Korshikov 10
5. Coenococcus Korshikov 5
6. Coenocystis Korshikov 7
7. Coenodispora I.Kostikov, T.Darienko, A.Lukesová, & L.Hoffmann 1
8. Crucigloea C.J.Soeder 1
9. Eutetramorus Walton 2
10. Follicularia V.V.Miller 5
11. Garhundacystis I.Kostikov & L.Hoffmann 1
12. Gloeocystis Nägeli 9
13. Herndonia Shin Watanabe 2
14. Hindakochloris A.Comas 2
15. Korshikoviobispora I.Kostikov, T.Darienko, A.Lukesová, & L.Hoffmann 1
16. Neocystis F.Hindák 6
17. Palmellosphaerium M.O.P.Iyengar 1
18. Palmococcus I.Kostikov, T.Darienko, A.Lukesová, & L.Hoffmann 2
19. Palmodactylon Nägeli 1
20. Palmodictyon Kützing 6
21. Pharao A.A.Saber, Fucíková, H.McManus, Guella & Cantonati 1
22. Radiococcus Schmidle 6
23. Schizochloris Kostikov, Darienko, Lukesová & L.Hoffmann 1
24. Sphaerochloris Hindák 1
25. Sphaerococcomyxa I.Kostikov, T.Darienko, A.Lukesová, & L.Hoffmann 1
26. Sphaeroneocystis I.Kostikov, T.Darienko, A.Lukesová, & L.Hoffmann 1
27. Sporotetras Butcher 3
28. Thorakochloris Pascher 4
29. Tomaculum Whitford 1